# Straffespark (fodbold)
Et straffespark er en igangsættelse i fodbold. Man får tilkendt et straffespark hvis modstanderen begår et direkte frispark i eget straffesparksfelt. Reglerne for staffespark er reguleret i fodboldlovens §14.

## Udførelse
Straffesparket tages 11 meter fra mållinjen midt for målet. Den forsvarende målmand skal forblive på mållinjen mellem målstængerne med front mod sparkeren indtil sparket er taget. Målmanden må gerne bevæge sig rundt på stregen.  Der må ikke afleveres til en medspiller på et straffespark.
De øvrige spillere skal befinde sig på banen, bagved straffesparksmærket, uden for straffesparksfeltet og uden for buen om straffesparksfeltet.
Når dommeren giver tegn til at sparket må tages, skal sparket udføres ved at sparkeren sparker bolden fremad. Bolden er i spil når den bevæger sig fremad. Straffesparksskytten må ikke røre bolden igen, før den er rørt af en anden spiller. Hvis sparkeren overtræder dette skal dommeren dømme indirekte frispark til modstanderne for gentagelsesspil.

## Straffesparkskonkurrence
I de fleste turneringer bruges straffespark også til at finde en vinder af kampe, hvor man ikke har fundet en vinder efter hverken den ordinære spilletid eller den forlængede spilletid. 
Hvert hold får i første omgang 5 spark, og det hold der scorer flest mål vinder kampen. Hver spiller må kun sparke én gang. Hvis der ikke falder nogen afgørelse efter de 5 spark, fortsætter man med ét spark til hver hold indtil man har en afgørelse.
Under udførelsen skal de øvrige spillere befinde sig i midtercirklen. Dog skal målmanden der er medspiller til sparkeren opholde sig hvor straffesparksfeltet møder mållinjen.

## Amerikansk straffespark
Amerikansk straffespark er en anden variant af straffespark end den, der normalt bruges i fodbold. Ved amerikansk straffespark starter sparkeren uden for feltet, og kommer løbende mod målet, hvor der skal afsluttet inden for et tidsrum, der afhænger af banens størrelse. I Danmark ses det ofte i indendørs turneringer.